# Frank J. Ayres
Frank Ayres, Jr. ( /ɛərz/ ; 10 de diciembre de 1901, Rock Hall, Maryland - junio de 1994) fue un profesor de matemáticas y autor de Schaum's Outlines.

## Biografía
Ayres obtuvo su licenciatura en Ciencias en Washington College, Maryland y su maestría y doctorado en la Universidad de Chicago. Enseñó durante 1921-4 en Ogden College y otros cuatro años en Texas A&M antes de llegar a Dickinson College en 1928. Fue ascendido a profesor asociado en junio de 1935. En 1943 fue nombrado Profesor de Matemáticas Susan Powers Hoffman. Desde 1938 hasta su jubilación en junio de 1958, se desempeñó como presidente del departamento de matemáticas. Ayres también fue instructor en el programa del Cuerpo Aéreo del Ejército en la universidad, 1943-1944, y fue autor de Matemáticas Básicas de Aviación, que se adoptó en todo el sistema de entrenamiento del Cuerpo Aéreo. En total, escribió siete libros de texto. Además de su docencia, también se desempeñó como asistente de registro y registrador entre 1941 y 1945.